# Centrala metodistkyrkan
Centrala metodistkyrkan (Central Methodist Church, även känd som Central Methodist Mission eller Metropolitan Methodist Church), är en metodistkyrka i Kapstaden, Sydafrika. Kyrkan är belägen vid Burg Street och Greenmarket Square i Kapstaden. Den har spelat en betydande roll i utvecklingen av metodismen i Sydafrika och uppfördes efter ritningar av Charles A.S. Freeman.